# Llangan
Llangan est un village et une communauté du Vale of Glamorgan, au pays de Galles. Il est situé dans le nord-ouest du borough de comté, à 6 km de la ville de Cowbridge.

## Démographie
Au recensement de 2011, la communauté de Llangan, qui comprend aussi les villages et hameaux de St Mary Hill (en) et Treoes (cy), comptait 702 habitants.